# NGC 3995
NGC 3995 é uma galáxia espiral barrada (SBm) localizada na direcção da constelação de Ursa Major. Possui uma declinação de +32° 17' 35" e uma ascensão recta de 11 horas, 57 minutos e 44,0 segundos.
A galáxia NGC 3995 foi descoberta em 5 de Fevereiro de 1864 por Heinrich Louis d'Arrest.